# Mancelos
Mancelos é uma povoação portuguesa sede da Freguesia de Mancelos do Município de Amarante, freguesia com 12,13 km² de área e 2829 habitantes (censo de 2021), tendo, por isso, uma densidade populacional de 233,2 hab./km².
Além da sede, a Freguesia de Mancelos tem vários lugares, entre eles: Manhufe, Pidre, Padrão, Gateira, Boavista, Troxainho, Nogueira, Monte e Serra da Água e Leite.
A freguesia é limitada a norte pela freguesia de Freixo de Cima, noroeste pelas freguesias de Santiago de Figueiró e Santa Cristina de Figueiró, a oeste pela freguesia de Travanca e Oliveira,  a sul pela freguesia de Real, a sudeste pela freguesia de Banho e Carvalhosa e a este pelas freguesias de Freixo de Baixo e Fregim.

## Demografia
A população registada nos censos foi:
| Distribuição da População por Grupos Etários | Distribuição da População por Grupos Etários | Distribuição da População por Grupos Etários | Distribuição da População por Grupos Etários | Distribuição da População por Grupos Etários |
| -------------------------------------------- | -------------------------------------------- | -------------------------------------------- | -------------------------------------------- | -------------------------------------------- |
| Ano                                          | 0-14 Anos                                    | 15-24 Anos                                   | 25-64 Anos                                   | > 65 Anos                                    |
| 2001                                         | 752                                          | 572                                          | 1822                                         | 358                                          |
| 2011                                         | 506                                          | 417                                          | 1754                                         | 437                                          |
| 2021                                         | 302                                          | 352                                          | 1576                                         | 599                                          |

## História
O nome toponímico "Mancelos", advêm de "Minutiellus", um diminutivo, de um nome romano "Minutius".
O antigo Concelho de Santa Cruz de Riba Tâmega foi vigairaria da apresentação do ordinário e cabeça do couto de Mancelos.
Fez parte do mencionado concelho até 24 de Outubro de 1855. A sua supervisão religiosa coube à diocese de Braga, até 1882.
D. Sancho I concedeu foral a esta freguesia, de acordo com as inquirições de D. Afonso II, em 1220, aquela que foi também vila.
Em 1110 Mem Gonçalves da Fonseca e Maria Paes Tavares, filha de D. Pedro Viegas (1180 -?) e de D. Mor Paes, mandaram erigir um convento, o edifício religioso, o Mosteiro de Mancelos, alojou os crúzios, cónegos regrantes de Santo Agostinho, até 1540.
Mais tarde, D. João III legou o mosteiro, aos dominicanos de Gonçalo de Amarante, vindo, o Papa Paulo III, confirmar o acto, em 1542.
De salientar que no cartório do Convento de S. Gonçalo de Amarante, existiu em documento de D. Afonso Henriques que mencionava a doação de uma carta de couto, em 1131 ao Mosteiro de Mancelos e terras adjacentes, pela quantia de "duzentos módios" a Raimundo Garcia, Pedro Nunes, Gondezendo Nunes e Soeiro Pimentel, por serviços prestados ao Rei.
As regalias conferidas por aquele documento, incluíram ao seu prior, poder eleger o "juíz do couto" e redigir uma "carta de ouvidor ou de magistrado".
Para finalizar, Manhufe possui também exemplares interessantes de casas rurais e foi cenário de uma batalha contra os inimigos napoleónicos.
Até ao liberalismo constituía o couto de Mancelos, sendo integrado no extinto concelho de Santa Cruz de Ribatâmega.
O pintor modernista Amadeo de Souza-Cardoso nasceu nesta localidade, mais precisamente no lugar de Manhufe.
D. Gomes Gonçalves da Costa, nascido em 1315 foi Senhor nesta localidade da Quinta da Costa, próximo a Nossa Senhora da Costa, tal como mais tarde D. Gonçalo da Costa.

## Património
- Igreja de São Martinho
- Casa de Amadeo de Souza-Cardoso
- Capela da Sr.ª da Conceição
- Capela da Sr.ª da Encarnação
- Capela da Sr.ª de Fátima
- Capela de St. António
- Capela de São Sebastião
- Cruzeiro

## Cultura
- Na cultura destaca-se a Banda de S. Martinho de Mancelos, com sede situada no lugar de Nogueira.
- Um importante elemento dinamizador da cultura em Mancelos é o "Grupo de Jovens Pedras Vivas" que desenvolveu várias actividades lúdicas e culturais como por exemplo a "Feira Tradicional de Mancelos", o Festival "Bibó Rock" entre outras. Interage ainda com outras colectividades da freguesia de forma a dinamiza-la…
- Existe o "Rancho Folclórico da Associação Cultural Recreativa e Desportiva de S. Martinho Mancelos"

## Desporto
- Em termos desportivos existe o Mancelos Futebol Clube "Os Leões".

## Galeria de imagens

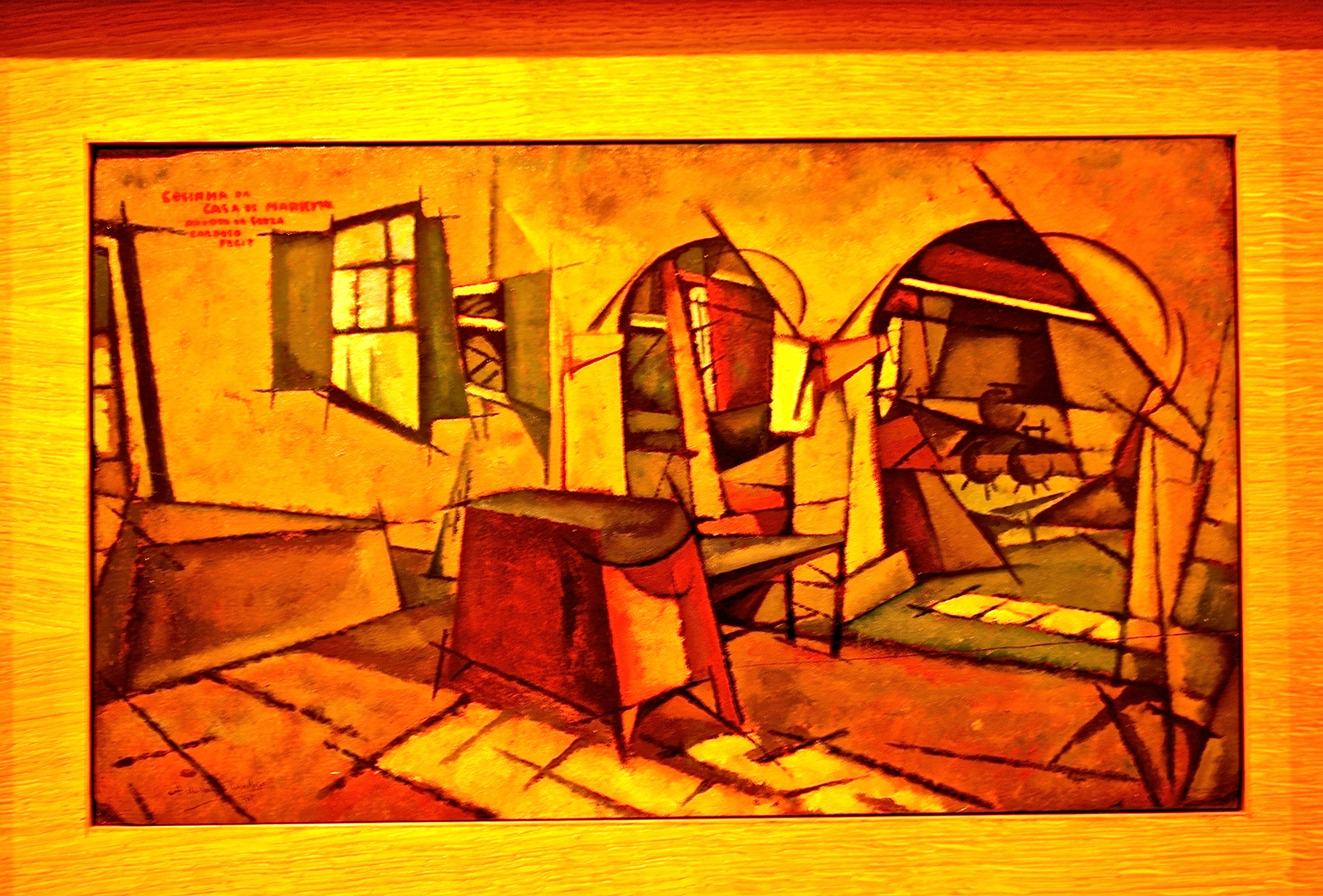
Casa de Manhufe da família do Pintor Amadeo de Souza Cardoso - cozinha pintura

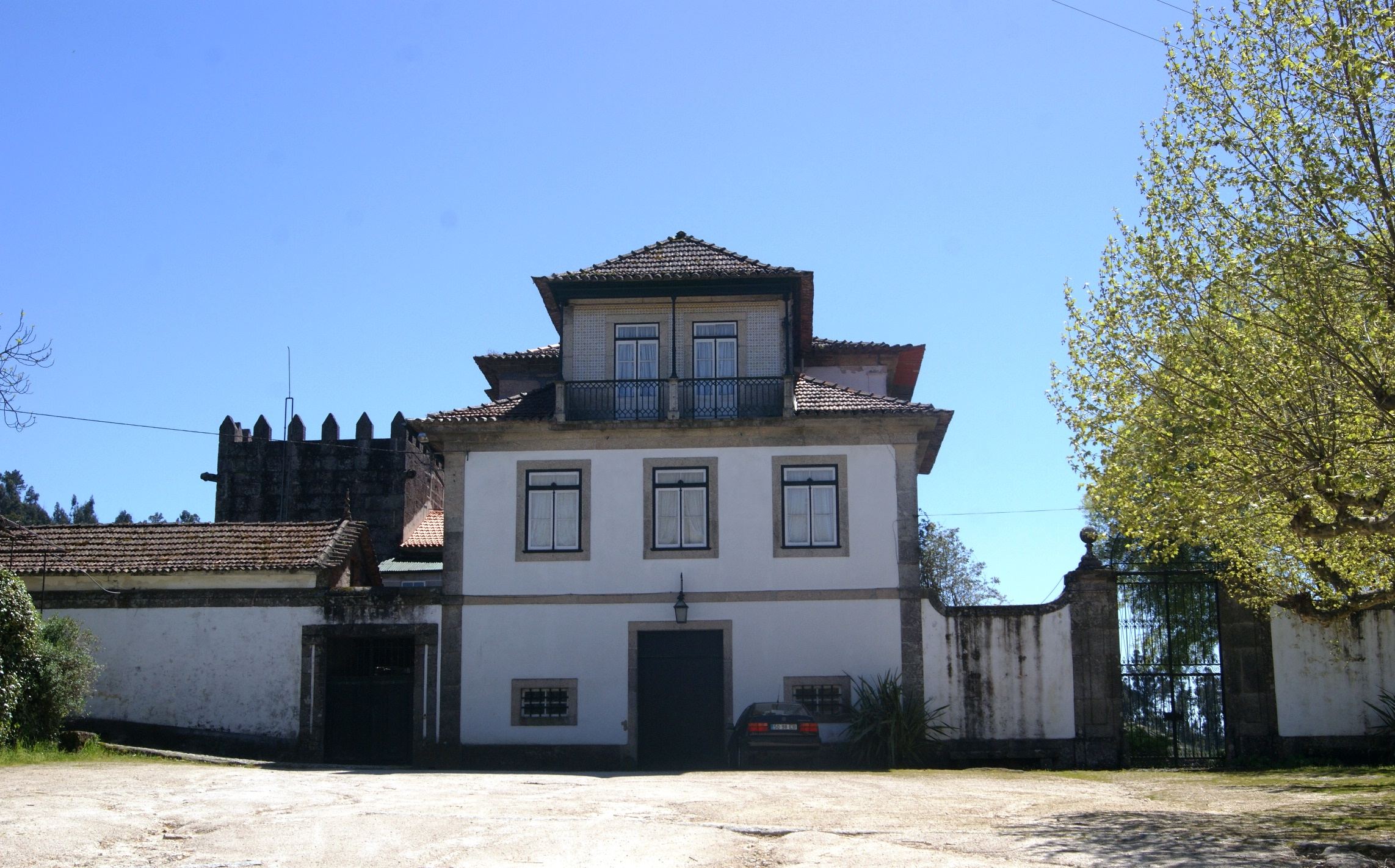
Casa de Manhufe de Amadeo de Souza-Cardoso

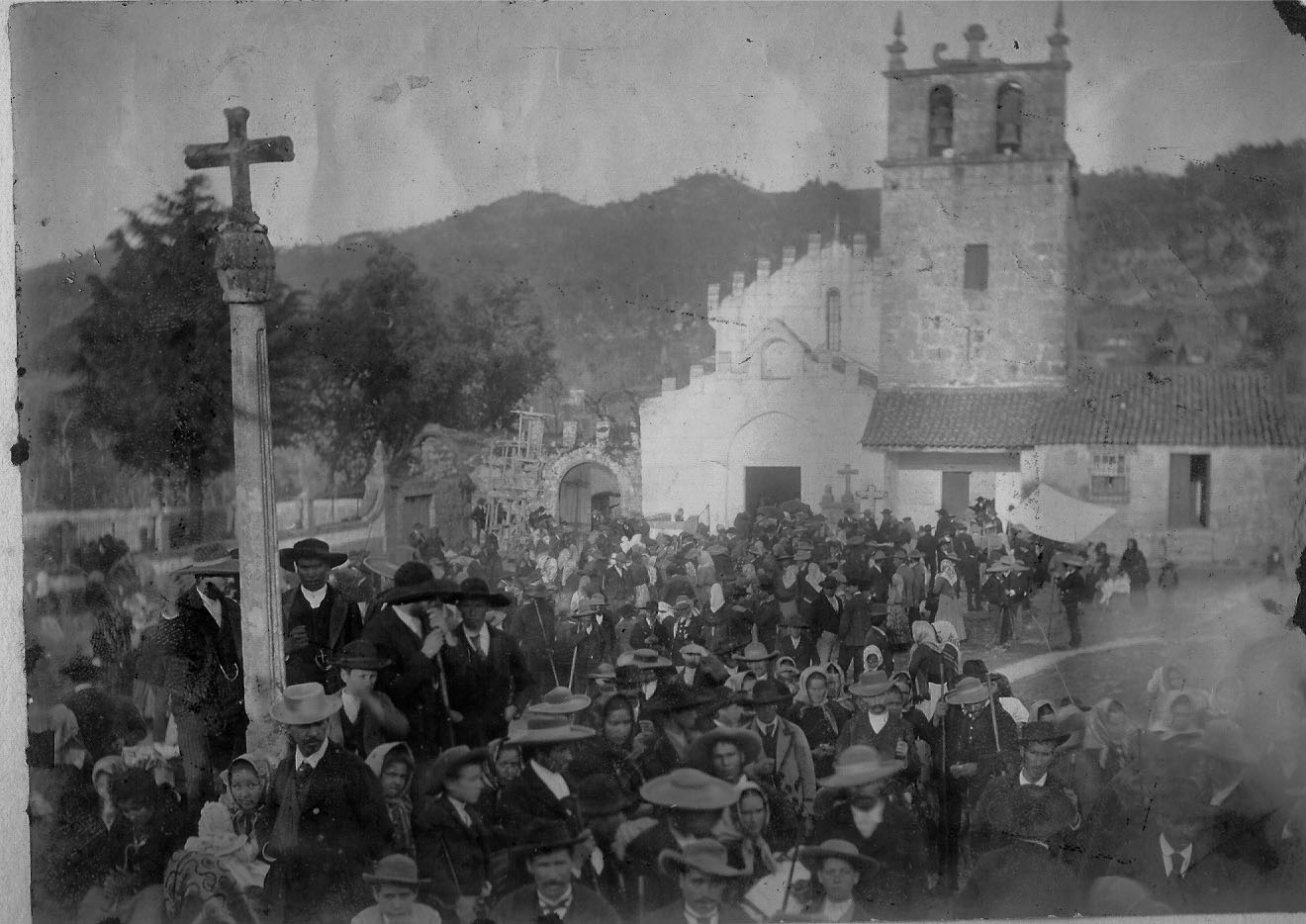
Amarante Mancelos Feira inicio século XX tratada

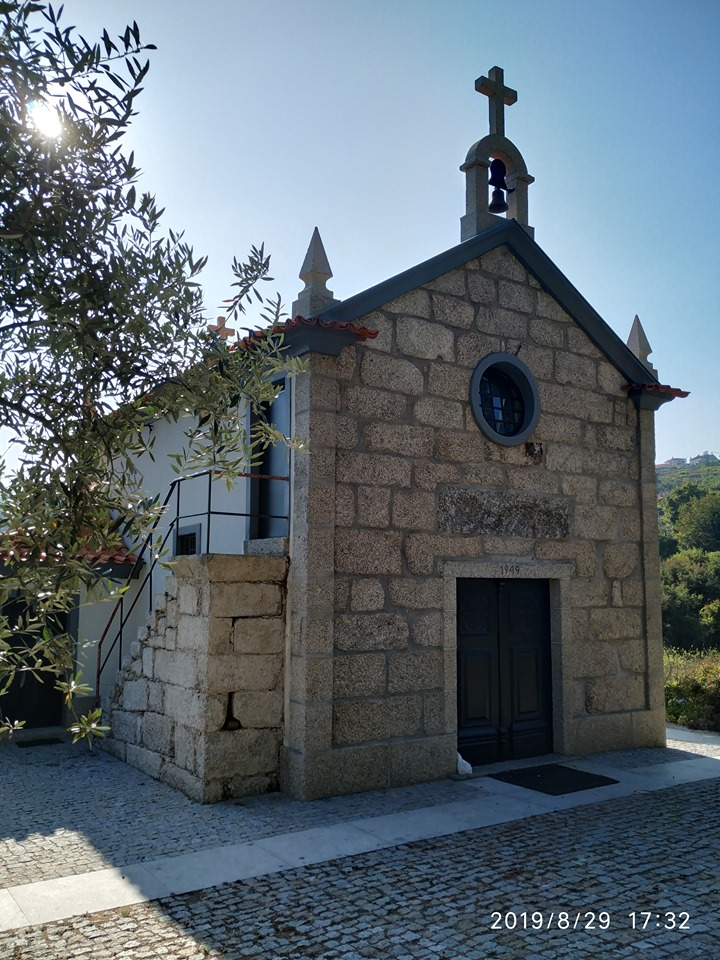
Capela da Gateira

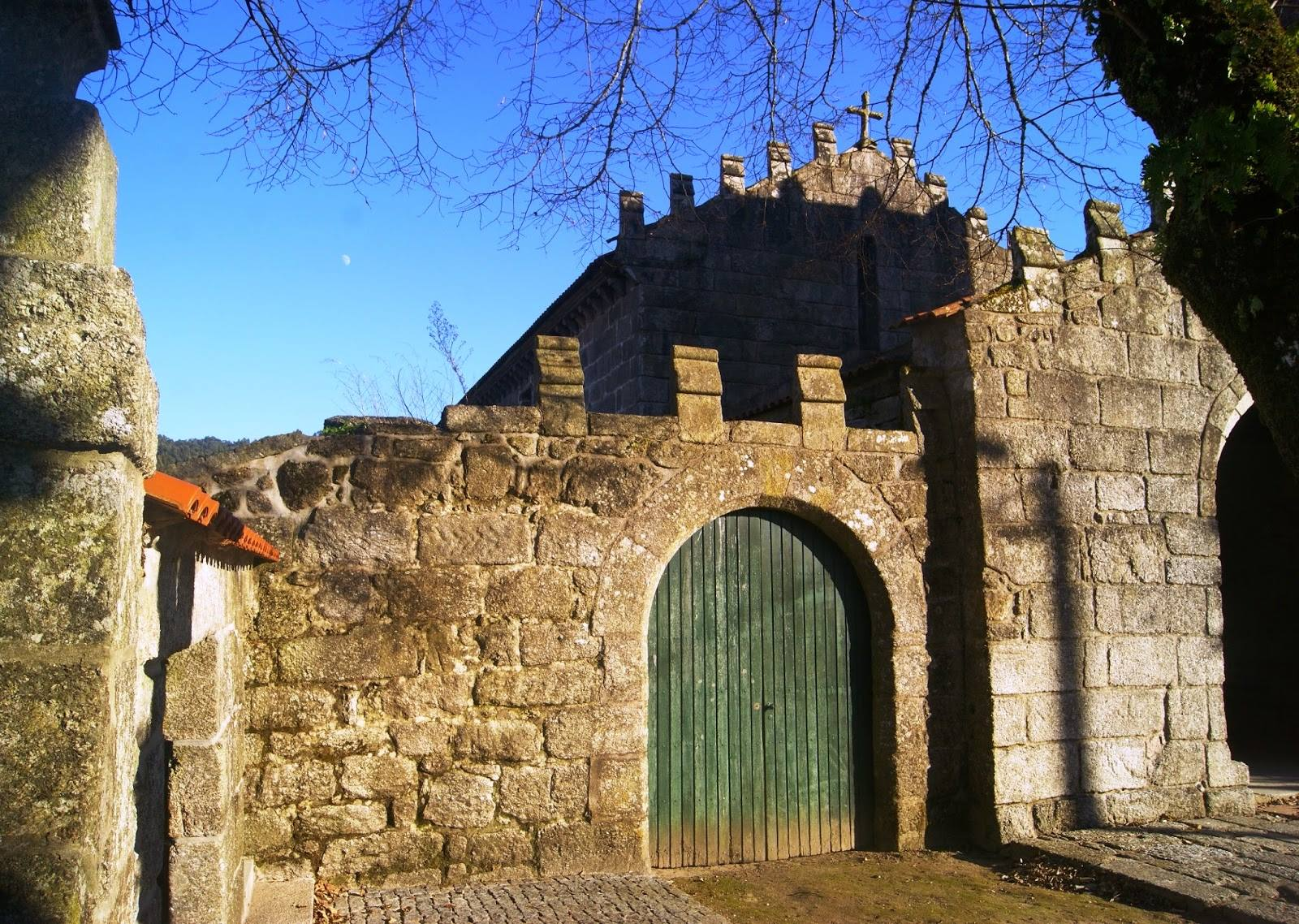
Amarante Mancelos Igreja Românica